# Fédération internationale de luge
Pour les articles homonymes, voir FIL.
La Fédération internationale de luge (abrégé FIL) est une association de fédérations nationales ayant pour but de développer la luge de course à l'échelle mondiale et d'y organiser des compétitions internationales. Il est l'organe directeur de la luge.

## Associations membres
En 1913, la Internationaler Schlittensportverband est créée à Dresde avec comme pays fondateurs l'Autriche, l'Allemagne et la Suisse.
La Fédération internationale de luge de course a été fondée en 1957 à Davos (Suisse) avec treize membres fondateurs et compte aujourd'hui 50 fédérations nationales affiliées. Elle fait suite des premiers championnats du monde de luge en 1955 d'Oslo. En 2025, la fédération supprime le terme « de course » 
En 2018, aucun pays d'Afrique n'est encore membre.
| Amériques | Asie | Europe | Océanie |
| --- | --- | --- | --- |
| - Argentine (Associacion Argentina de Bobsleigh y Skeleton-Luge) - Bermudes (Bermuda Bobsled Skeleton & Luge Association) - Brésil (Confederacao Brasileira de Desportos no Gelo) - Canada (Canadian Luge Association (CLA)) - Porto Rico (Puerto Rico Winter Sports Federation) - États-Unis (United States Luge Association) - Venezuela (Federacion Venezolana de Deportes de Invierno) - Îles Vierges des États-Unis (Virgin Islands Luge Federation) | - Chine (Chinese Luge Association) - Chinese Taipei (Chinese Taipei Luge and Bobsleigh Association) - Inde (Indian Amateur Luge Association) - Japon (Japan Bobsleigh and Luge Federation) - Kazakhstan (Luge Federation of the Republic of Kazakhstan) - Corée du Sud (Korea Luge Federation) | \| - Andorre (ASSOCIATIO ANDORRANA DE LUGES) - Autriche (Österreichischer Rodelverband) - Belgique (Association Belge de Luge de Course) - Bosnie-Herzégovine (Sankaski Savez Bosne i Hercegovine) - Bulgarie (Bulgarian Luge Federation) - Croatie (Croatian Bobsleigh, Skeleton & Luge Federation) - République tchèque (Ceskomoravska Sankarska Asociace) - Estonie (ESTONIAN ASSOCIATION OF LUGE SPORTS) - Allemagne (Bob- und Schlittenverband für Deutschland (BSD)) - Finlande (Suomen Kelkkailuliitto) - France (Fédération française des sports de glace) - Géorgie (Luge Federation of the Republic of Georgia) - Grande-Bretagne (Great Britain Luge Association) - Grèce (Hellenic Ice Sports Federation) - Hongrie (Ungarischer Rennrodelverband) - Irlande - Italie (Federazione Italiana Sport Invernali) - Lettonie (Latvian Luge Federation) \| - Liechtenstein (Rodelverband Liechtenstein) - Lituanie (Lithunian Luge Federation) - Pays-Bas (Bob en Slee Bond Nederland (BSBN)) - Norvège (Norges Ake- Bob- og Skeleton Forbund (NABSF)) - Pologne (Polski Zwiazek Sportow Saneczkowych) - Portugal (FEDERAÇÃO DE DESPORTOS DE INVERNO DE PORTUGAL) - Moldavie (Federatia de Schi si Sanie din Republica Moldova) - Roumanie (Federatia Romana de Bob-Sane) - Russie (Russischer Rennrodelverband) - Serbie (SANKAŠKI SAVEZ SRBIJE) - Slovaquie (Slovensky Zvaz Sankarov) - Slovénie (Sankaska Zveza Slovenije) - Espagne (Federacion Espanola Deportes de Hielo) - Suède (Svenska Bob och Rodelförbundet) - Suisse (Swiss Sliding) - Turquie (Turkish Bobsleigh-, Skeleton and Luge Federation) - Ukraine (Rennrodelverband der Ukraine) \| | - Australie (Luge Australia Incorporated) - Nouvelle-Zélande (New Zealand Olympic Luge Association) - Tonga (Luge Association of the Kingdom of Tonga) |
| - Andorre (ASSOCIATIO ANDORRANA DE LUGES) - Autriche (Österreichischer Rodelverband) - Belgique (Association Belge de Luge de Course) - Bosnie-Herzégovine (Sankaski Savez Bosne i Hercegovine) - Bulgarie (Bulgarian Luge Federation) - Croatie (Croatian Bobsleigh, Skeleton & Luge Federation) - République tchèque (Ceskomoravska Sankarska Asociace) - Estonie (ESTONIAN ASSOCIATION OF LUGE SPORTS) - Allemagne (Bob- und Schlittenverband für Deutschland (BSD)) - Finlande (Suomen Kelkkailuliitto) - France (Fédération française des sports de glace) - Géorgie (Luge Federation of the Republic of Georgia) - Grande-Bretagne (Great Britain Luge Association) - Grèce (Hellenic Ice Sports Federation) - Hongrie (Ungarischer Rennrodelverband) - Irlande - Italie (Federazione Italiana Sport Invernali) - Lettonie (Latvian Luge Federation) | - Liechtenstein (Rodelverband Liechtenstein) - Lituanie (Lithunian Luge Federation) - Pays-Bas (Bob en Slee Bond Nederland (BSBN)) - Norvège (Norges Ake- Bob- og Skeleton Forbund (NABSF)) - Pologne (Polski Zwiazek Sportow Saneczkowych) - Portugal (FEDERAÇÃO DE DESPORTOS DE INVERNO DE PORTUGAL) - Moldavie (Federatia de Schi si Sanie din Republica Moldova) - Roumanie (Federatia Romana de Bob-Sane) - Russie (Russischer Rennrodelverband) - Serbie (SANKAŠKI SAVEZ SRBIJE) - Slovaquie (Slovensky Zvaz Sankarov) - Slovénie (Sankaska Zveza Slovenije) - Espagne (Federacion Espanola Deportes de Hielo) - Suède (Svenska Bob och Rodelförbundet) - Suisse (Swiss Sliding) - Turquie (Turkish Bobsleigh-, Skeleton and Luge Federation) - Ukraine (Rennrodelverband der Ukraine) | | |

## Temple de la renommée
En 2004, la FIL décide de créer un « temple de la renommée » (« Hall of Fame ») en y introduisant les meilleurs lugeurs de l'histoire de ce sport. Les sportifs y ayant fait leurs entrées par année sont :
- 2004 : Klaus Bonsack, Paul Hildgartner et Margit Schumann[2].
- 2005 : Josef Feistmantl et Hans Rinn[3].
- 2006 : Vera Zozuļa[4].
- 2012 : Gerhard Pilz et Georg Hackl[5]
- 2019 : Armin Zöggeler[6]

## Présidents
- 1957-1994 :  Bert Isatitsch[7]
- 1994-2020 :  Josef Fendt[8]
- depuis 2020 :  Einars Fogelis